# Trøndersk Matfestival
Trøndersk Matfestival – Festiwal Jedzenia w Trondheim zorganizowany był po raz pierwszy w 2005 roku i od początku jest częścią Olavsfestdagene. Festiwal odbywa się na początku sierpnia i trwa trzy dni. W jego trakcie można zapoznać się z kulinarnym dorobkiem okręgu Sør-Trøndelag.
W parku przy kościele Vår Frue Kirke oraz na deptakowej części Kongens gate (od rynku do Nodre gate) rozstawiane są namioty w których swoje specjały prezentują wszyscy najważniejsi producenci regionu. Podczas licznych degustacji można spróbować łososia, maseł smakowych, brązowego sera, słodkich naleśników, wędzonych wędlin a także marynowanego białego sera czy koktajli z owoców i kefiru.
Festiwalowi towarzyszą pokazy gotowania dla dorosłych oraz warsztaty kulinarne dla dzieci. A za kilka koron można spróbować pizzy z pieca opalanego drewnem, zjeść porcję mięsa z ogromnego grilla lub duszonych warzyw z kilkumetrowej patelni.